# Philipp Franz Wilderich Nepomuk von Walderdorf

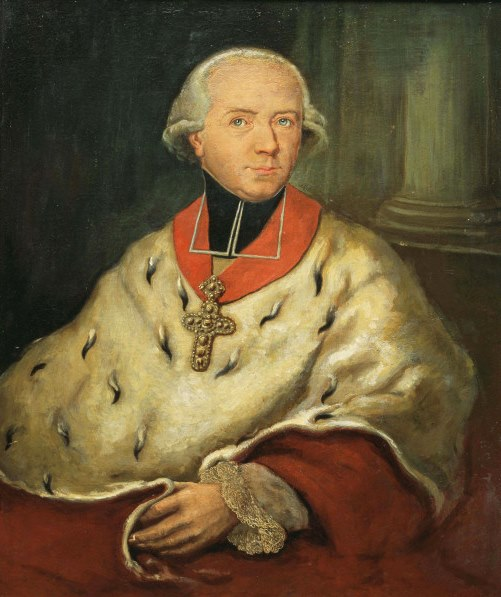
Fürstbischof Wilderich von Walderdorff, zeitgenössisches Gemälde

Philipp Franz Wilderich Nepomuk Graf von Walderdorff (* 2. März 1739 in Mainz; † 21. April 1810 in Bruchsal) war der letzte Fürstbischof von Speyer.

## Herkunft und Familie
Er entstammte dem rheinischen Adelsgeschlecht von Walderdorff und wurde geboren als Sohn des kurtrierischen Kammerherrn Lothar Wilhelm von Walderdorff und dessen Gattin Maria Anna Philippina geb. von Stadion. Der Trierer Kurfürst Johann IX. Philipp von Walderdorff war sein Onkel, Friedrich Christoph Johann Nepomuk Lothar Wilhelm Wilderich von Walderdorff (1744–1818), Rektor der Universität Bamberg, sein Bruder und Carl Wilderich von Walderdorff (1799–1862), Staatsminister des Herzogtums Nassau, sein Neffe.

## Leben und Wirken

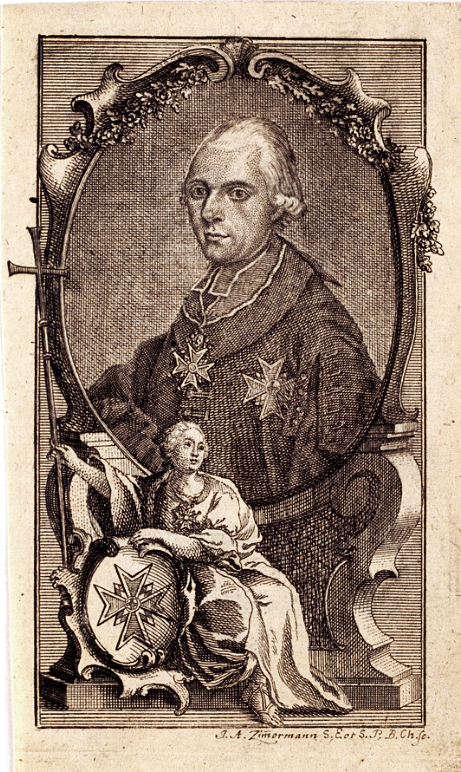
Philipp Franz Wilderich Nepomuk von Walderdorff

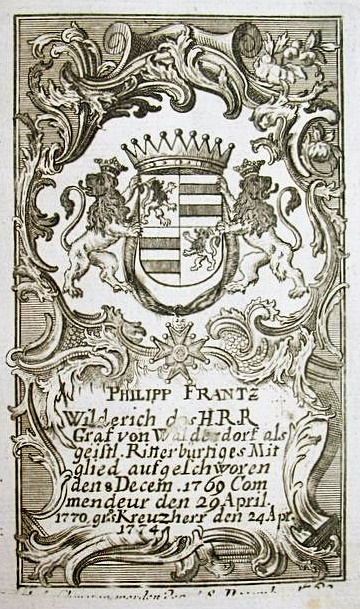
Wappen-Exlibris als bayerischer St. Georgsritter

Schon 1757 besetzte er ein Kanonikat am Speyerer Dom, 1767 avancierte er in Trier zum Domdekan und erhielt die Reichsgrafenwürde, 1769 wurde er Domkapitular in Speyer, 1781 Trierer Dompropst. Seit 1769 gehörte er der geistlich ritterbürtigen Klasse des Bayerischen St. Georgsordens an, ab 1770 als Komtur. Am 22. April 1797 wählte ihn das in Bruchsal versammelte Domkapitel einstimmig zum Fürstbischof von Speyer.    
Walderdorffs Regentschaft als Landesherr war nur kurz, von 1797 bis zur Säkularisation 1802. Geistliches Oberhaupt blieb er bis zu seinem Tode. 
Am 22. Juni 1798 hob Wilderich von Walderdorff, auf Anregung des Domkapitulars Karl Joseph von Mirbach, im Bistum Speyer die Leibeigenschaft auf. Im benachbarten Baden hatte sich Markgraf Karl Friedrich schon am 23. Juli 1783 zu diesem Schritt entschlossen.
Wilderich von Walderdorff hinterließ nur wenige bauliche Spuren am Schloss Bruchsal. Es war das kleine Zimmer nördlich vom Fürstensaal, das der neu benannte Fürstbischof unverzüglich für seinen Regentschaftsantritt herrichten ließ. Die Stuckateure mussten ihre ganze Fantasie dafür einsetzen. Weniger war es die künstlerische Gestaltung des Raumes als die Eigenwilligkeit der Darstellungen, die Wilderich von Walderdorf forderte. Mehr waren es auch die Möbel, die den Raum zu zieren hatten.
Die linksrheinischen Bistumsteile standen schon ab 1797 unter französischer Herrschaft, durch das Konkordat von 1801 fielen sie auch rechtlich an die französischen Bistümer Mainz und Straßburg. Bischof Walderdorff amtierte seither nur noch rechtsrheinisch, versuchte jedoch trotzdem bis 1801, von dort aus auch noch für die linksrheinischen Bistumsgebiete zu sorgen.
Anfang des Jahres 1799 kamen bereits die ersten Franzosen über den Rhein. Von Luneville aus hatte Napoleon die Säkularisation eingeleitet. Bestätigt wurde durch den Reichstag von Kaiser Franz am 9. Februar 1801 der Friede von Lunéville. Fürstbischof Wilderich von Walderdorff musste die Flucht ergreifen, er kam jedoch am 10. Juni 1801 an seinen Amtssitz zurück. Darauf wurde eine Deputation eingesetzt um die verhandelten Friedensbedingungen auch durchsetzen zu können. Vor allen Dingen waren es die durchzusetzenden Auflösungen der geistlichen Stände. Der rechtsrheinische Rest des Hochstiftes Speyer fiel politisch, als sogenanntes „Fürstentum Bruchsal“, nunmehr an Baden. Das Barockschloss Bruchsal, die bisherige Bischofsresidenz, wurde badisches Staatseigentum. Fürstbischof Wilderich von Walderdorff behielt staatlich garantiert die Fürstenwürde, übte jedoch keine Regierungsgewalt mehr aus. Er blieb auch zeitlebens als Bischof geistliches Oberhaupt im rechtsrheinischen Bistumsgebiet, das nach seinem Tod (1810) als Rumpfbistum, unter dem Namen „Vikariat Bruchsal“, bis 1827 fortbestand und dann dem Erzbistum Freiburg einverleibt wurde. Die südliche Hälfte von Schloss Bruchsal stand Bischof Walderdorff als Wohntrakt zur Verfügung, ebenso das Schloss Eremitage, in Waghäusel. Den nördlichen Teil des Bruchsaler Schlosses bezog Amalie Christiane von Baden als Witwensitz und verlieh ihm letztmals höfischen Glanz.
Wilderich von Walderdorff wurde am 26. April 1810 als letzter Fürstbischof in der Gruft von St. Peter zu Bruchsal beigesetzt und die gesamte Grablege einen Tag später vermauert. Die Gruft wurde erst 1907 im Rahmen von Renovierungsarbeiten wiederentdeckt.
Bei Trier hatte er sich 1779–1783 von François Ignace Mangin Schloss Monaise als Sommerresidenz erbauen lassen. 
Walderdorff war Freimaurer und Illuminat.